# モジ・ミリン
モジ・ミリン （葡語: Mogi Mirim）は、ブラジルのサンパウロ東部にある自治体です。 
自治体は、マーティム・フランシスコの議席と地区によって形成されています  。

## 語源
Mogi Mirimは蛇の小さな川という意味の古代トゥピ(Moí'ymirim)に由来します。この名前は地元のMojimirim川を指していました。年月が経つにつれて、それはMogi Mirimに変わりました。

## 歴史
カヤポインディアンが住んでいたこの地域の村は、1720年頃に始まり、サンパウロから金を求めてゴイアス州に行った開拓者たちが、ゴイアスへの古い道を通り抜けました。モジミリムの村には、元のサンホセ教区教会の基礎が掘られ始めた1747年7月29日にすでにかなりの数の住民がいました。教区は1751年に作成され、現在は大川蛇市であるノッサセニョーラダコンセイソンドカンポの教区から分離されました。サンホセデモジミリンの小教区の町への昇格は ジュンディアイの自治体の分割後、1769年10月22日に行われました。サンホセデモジミリンの村は現在、広大な領土を取り囲んでおり、アチバイア川とグランデ川に制限があり、後者はサンパウロとミナスジェライスの国境にあります。時間が経つにつれて、のような村や村フランカ、カサブランカ、リオ・クラロ、大川蛇市 、 イタピラ 、サンジョアンダボアビスタ、セハネグラ、ピニャうと無数の他を形成しました。
1849年4月3日の法律第17号により、サンパウロ州の大統領であるビセンテピレスダモタ神父は、小川蛇の村を都市の範疇に昇格させました。 1852年7月17日の州法により、モジ・ミリンは地区の議席になりました。
1886年、モジ・ミリンの農民は、主にイタリア人、スペイン人、そして後にシリア人-レバノン人と日本人）の外国人移民の仕事を引き付け始めました。彼らはコーヒーと綿のプランテーションとコンパニアの鉄道で重要な役割を果たしました。モジアナの鉄道会社。

### 鉄道

#### ライン履歴

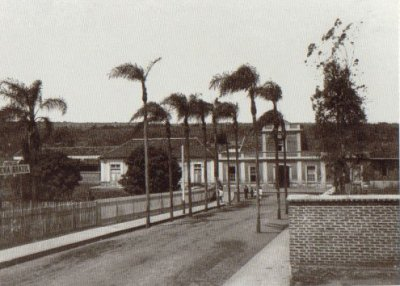
Companhia Mogianaのアルバムからの写真。

モジ・ミリンの歴史の大部分は、1875年8月27日にドムペドロ2世によって開通し、1886年にエントロンカメント駅の高さで完成した鉄道にあります。 。それ以来、いくつかの改修が行われ、現在のラインのベッドは、実質的にすべての延長で元のラインとは大きく異なります。その最も重要な変更は、1926年、1929年、1951年、1969年、1964年、1972年、1973年、および1979年に行われ、新しいバージョンが改革されたセクションに配置されました。 1971年の時点で、この路線はFerrovia Paulista SA （FEPASA）と統合されました。現在、自治体の既存の鉄道は連邦鉄道ネットワークの譲歩を受けています。

#### 駅

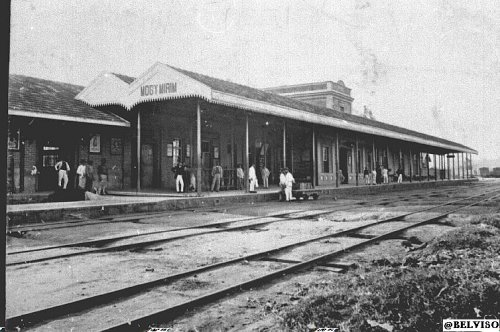
モジ・ミリンの駅、1910年代。

1875年に開業したモジ・ミリンの駅は、絶滅したモジアナの鉄道会社の最初の駅の1つでした。市の中心部に近く、サンパウロの企業がすでにFepasaに集まっていた1979年に非アクティブ化されました。ゲデスからマトセコまでの区間を再定義するという文脈で、市内中心部から東側に位置する地点までの鉄道路線の撤去の結果として、非アクティブ化が行われました。この駅からは、イタピラ分岐が到達し、終了しジャクチンガを。都心の外では、乗客にサービスを提供するために、Fepasaによって新しい鉄道駅が建設されました。
新しいターミナルは、最初はプラットホームの改造車として機能し、その後、1988年から1997年にかけて、バイパスで旅客列車が廃止されたときに運行されていた常設の駅として機能しました。数年後、市の新しい小さな駅が取り壊されました。 
古い駅は、アディブチャイブアベニューの最初のストレッチが建設されたときに街の遺産に組み込まれました。 2007年に改装および近代化され、現在は一部の地方自治体の本部となっています。
駅はすでに都市バスターミナル、市警の本部、教育省の本部などの目的で使用されています。 2006年8月、鉄道駅の元の機能の一部を変更した建築家Eduardo Limaによるプロジェクトに続いて、古い駅の修復が始まり、教育ユニットに変わりました。工事には、設備や家具の費用を含め、843000レアルの地方自治体の投資が必要でした。現在、シチズンスペースの隣にあります。

## 管理
- 市長：Paulo de Oliveira e Silva（ PDT 、2021 – 2024）
- 副市長：Maria Alice Mostardinha（SD）
- 代議院議長：Sonia Regina Rodrigues（Cidadania）

## 近所
モジ・ミリンの自治体は、120の近所と地区、マーティムフランシスコに細分されています。

## 経済

### 産業部門
モジ・ミリンには2つの工業地域があります：
- SP-147高速道路の脇にあるホセマランゴーニは、以前はパルケダエンプレサとして知られていた場所にあります。
- SP-340高速道路沿いにあるルイス·テハニ。

セクターは多様化しており、さまざまな分野の産業があります：
- 冶金および自動車部品： Lindsay 、Foundry Regali Brasil、 Eaton 、 Sabó 、 Tenneco 、Metal 2、Allevard Molas、Forusi Metal Sanitary、Cortag、DAB Automotiva、Enaplic、Layr Fornos、Baumer。
- 電気：Super Watts、Eletrofer、Isotrafo、Fermogi、Balestro、Marangoni、。
- 食品および飲料：Mars、 AmBev 。
- 履物：Alpargatas。
- 製紙業者：Sulamericana。
- タイヤとゴム：Grupo Morecap、Moregreen Pisos Ecológicos。

### 農業部門
キャッサバとオレンジの大規模なプランテーションがあるため、農業部門も重要です。

### サービス部門
サービス部門には、次のような本社があります：
- Barros Auto Peças - 自動車部品の販売代理店。
- Grupo Santa Cruz - からなる輸送事業コングロマリットViaçãoサンタクルス、エスプレッソCristália 、ナセルとTransulを。
- Renovias - CCRグループのコンセッショネア。
- Cemirim - エネルギー配給会社。
- イタウCTMM - イタウ・ウニバンコのデータセンター。 [5]

### 商業部門
商業部門はよく構成されており、その商取引には店舗や銀行の大規模なチェーンがあります。たとえば、次のようになります：
- ハヴァン[6]
- モントリオールマガジン[7]
- ブラデスコ
- アギバンク
- パークショッピングモジ - 市内で唯一のショッピングセンター[8]

## インフラストラクチャー

### インデックス
1年までの乳児死亡率（2009年の出生1000人あたり）：6.7
2000 HDI-M = 0.825
HDI-M収入= 0.781
HDI-Mの寿命= 0.794
HDI-M教育= 0.710
- モジ・ミリン下水処理場：下水75％は市町村で処理され、下水90％は都市部で処理されており、自治上下水サービス（SAAE）の管轄下にあります。

### 教育
- 基礎教育：
  - Escola Técnica Pedro Ferreira Alves[9]
  - CEL - 語学学習センター（Monsenhor Nora州立学校）
- 大学教育：
  - Fatec Mogi Mirim「Arthur de Azevedo」 [10]
  - Faculdade Santa Lucia（サンタルチア教育支援協会） [11]

### 健康
- Sírio-Libanês Social Responsibility Instituteが管理するLucy Montoro Network Rehabilitation Service
- 22 de Outubro病院
- モジ・ミリンの病院サンタカサデミセリコルディア
- CEM - 医療専門センター
- SAMU - モバイル救急医療サービス (電話番号 192)

### 文化
2つの美術館があります：
- ジョアンテオドロザビエル歴史教育博物館
- メモリーセンター（Centro de Memória）

2つの文化センターがあります：
- ラウロモンテイロデカルヴァリョエシルバ文化センター教授
- マーティムフランシスコの文化の家

ライブラリ：
- ギリェルメデアルメイダ市立図書館
- モジ・ミリン公立図書館

アクティブな劇場グループ：
- Cia Imagem Pública
- Vidraça Cia de Teatro
- Cia Usina de Teatro
- Cia de Teatro Vias de Ato

アクティブなダンスグループ：
- Grupo The Kings Dance（1999年以降）
- Companhia de Dança Força G

### コミュニケーション

#### テレフォニー
この都市は、1970年に今日まで使用されていた電話交換所を建設したCompanhia Telefônica Brasileira（CTB）によって運営されていました。 1973年それによって配信されたTelecomunicaçõesデサンパウロ（TELESP） 1998年に民営化され、販売テレフォニカにし、 及び2012年会社がイン「ビボ」ブランドを採用したその電話の操作は、固定およびモバイルのために。 。

#### 新聞
4つの新聞があります：
- A Comarca[15]
- O Impacto[16]
- O Popular[17]
- Grande Jogada[18]

#### テレビネットワーク
- STV Mogi Mirim、以前はSecTV [19]
- Mogi Play（Web TV） [20]

#### ラジオ局
- Comunitária VisãoラジオFM87.5 [21]
- BandeiranteラジオFM91.1 [22]
- BandeirantesラジオAM1110 [22]
- Transertanejo AM 610

## 宗教
2010年の国勢調査では、モジ・ミリンの住民は86,505人であり、そのうち57,203人がカトリック、18,464人のプロテスタント、2,086人のスピリチュアリストであると宣言しました。残りの人口は他の宗教的信仰に属しているか、所属していません。 

### カトリック教会
自治体はアンパロ主教区に属しており 、主要な教会はマトリスデサンホセです。自治体には現在7つの小教区があります。 これらの小教区のリストはここにあります。
モジ・ミリンの守護聖人はサンホセで、3月19日の記念日は市の祝日です。 

### プロテスタント教会
自治体には、最も多様なプロテスタント、ペンテコステ派、ネオペンテコステ派の信条があります。たとえば、ブラジルのキリスト教会衆、フォースクエア福音教会、使徒教会Renascer em Cristo 、ブラジル独立長老派教会、メソジスト教会、バプテスト教会、アッセンブリーズオブゴッド、アドベンティスト教会、神の王国の教会ユニバーサル教会、ブラジルのペンテコステ派のキリスト教会、国際神の恵みの教会、世界の神の力の教会、および過去数十年で大きな成長を遂げた他のいくつかの宗派。

### 生長の家教会
モジ・ミリンには、日本発祥の教会、ブラジルの生長の家です

## 観光

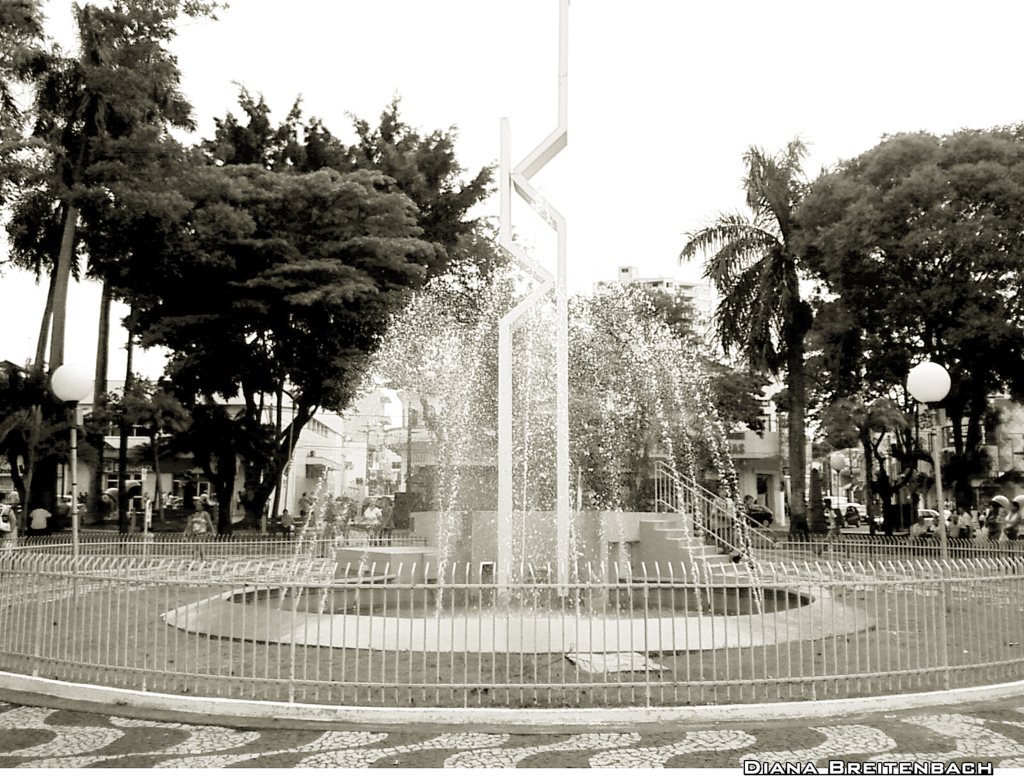
サンホセのメイン広場。

### 観光名所
- Igreja Matriz São José
- ルイバルボーザスクエア
- フロリアーノペシオトスクエア、別名「ジャルディンヴェーリョ」
- 教育駅、旧駅（完全改装済み）
- ガリー（侵食エリア）
- 上からの滝（ダム）
- 彫刻採石場
- ラバペスコンプレックス、別名「ゼラン」
- モジ・ミリンの市立動物園「ルイスゴンザガアモエドカンポス」 [28]

### 美食
- Mogi Mirim Gastronomic Pole、さまざまなバーやレストランがあります

### スポーツ
- モジミリンエスポルテクラブ：サンパウロサッカー選手権の第4部で運営されています。
- ベイルチャベススタジアムは19,900人のファンを収容できます。 [29]

## 輸送

### 空港
この都市には、次の特徴を持つ空港
- ロケーションインジケーター（ ICAO標準）：SDMJ
- 地理的位置： 22° 24' 36" S 46° 54' 19" O
- 分類：公共の民間エアロドローム。
- 滑走路：2つのダートレーン、ヘッド12と30、長さ1500メートル×幅30メートル。

### 道路へのアクセス
- SP-340：カンピーナスとミナスジェライスの南を接続します。西側でモジ・ミリンを渡る
- SP-191 ：モジ・ミリンをArarasおよびRio Claroに接続します
- SP-147 ：モジ・ミリンをリメイラ（西）とイタピラ（東）に接続します

## 市の祝日
- 3月19日：聖ヨセフの日、後援者[26]
- 10月22日：市の記念日[26]

## 姉妹都市
- 大川蛇市[30]

## リファレンス
1. 1 2  “Mogi Mirim - Panorama”.   IBGE. 27 de agosto de 2018閲覧。
2. ↑  “Municípios e Distritos do Estado de São Paulo”.   IGC - Instituto Geográfico e Cartográfico. 2021年12月27日閲覧。
3. ↑  “Divisão Territorial do Brasil”.   IBGE - Instituto Brasileiro de Geografia e Estatística. 2021年12月27日閲覧。
4. ↑  “Mogi-Mirim-nova -- Estações Ferroviárias do Estado de São Paulo”. www.estacoesferroviarias.com.br. 2020年12月18日閲覧。
5. ↑  Leandro Martins (27 de janeiro de 2012). “Itaú e Santander investirão em novos centros tecnológicos”.   Folha de S.Paulo. 16 de março de 2014閲覧。
6. ↑  Cidade, Portal da. “Com muita festa e animação, Havan abre as portas para Mogi Mirim” (ポルトガル語). Portal da Cidade Mogi Mirim / SP. 2021年12月26日閲覧。
7. ↑  “Entrar no Facebook” (ポルトガル語). Facebook. 2021年12月26日閲覧。
8. ↑  “Parkcenter Mogi - Um novo centro comercial para você” (ポルトガル語). Parkcenter. 2021年12月26日閲覧。
9. ↑  “Etec Pedro Ferreira Alves”. 16 de março de 2014閲覧。
10. ↑  “Fatec Mogi Mirim”. 16 de março de 2014閲覧。
11. ↑  “Faculdade Santa Lucia”. 16 de março de 2014閲覧。
12. ↑  “Relação do patrimônio da CTB incorporado pela Telesp”.   Diário Oficial do Estado de São Paulo. 2021年12月27日閲覧。
13. ↑  “Nossa História”.   Telefônica / VIVO. 2021年12月27日閲覧。
14. ↑  GASPARIN, Gabriela (12 de abril de 2012). “Telefônica conclui troca da marca por Vivo”.   G1. 2021年12月27日閲覧。
15. ↑  “Jornal A Comarca”. 27 de agosto de 2018閲覧。
16. ↑  “Jornal O Impacto”. 27 de agosto de 2018閲覧。
17. ↑  “Jornal O Popular”. 27 de agosto de 2018閲覧。
18. ↑  “Grande Jogada”. 27 de agosto de 2018閲覧。
19. ↑  “Com sinal digital, STV oferece nova programação; canal pode ser sintonizado no 43.1”.   Jornal O Popular (5 de fevereiro de 2018). 27 de agosto de 2018閲覧。
20. ↑  “Mogi Play”. www.mogiplay.com.br. 2021年12月26日閲覧。
21. ↑  “Visão FM”. 27 de agosto de 2018閲覧。
22. 1 2  “Transamérica Hits”. 27 de agosto de 2018閲覧。
23. ↑  “FORANIA SÃO JOSÉ – MOGI MIRIM”.   Diocese de Amparo. 27 de agosto de 2018閲覧。
24. ↑  “Paróquia de São José - Câmara Municipal de Mogi Mirim”.   Câmara Municipal de Mogi Mirim. 2017年2月19日閲覧。
25. ↑  “Diocese de Amparo - Paróquias”.   Diocese de Amparo. 2018年8月27日閲覧。
26. 1 2 3  “Feriados municipais - Mogi Mirim-SP com datas comemorativas e pontos facultativos”.   Feriados Municipais. 27 de agosto de 2018閲覧。
27. ↑  “Entrar no Facebook” (ポルトガル語). Facebook. 2021年12月26日閲覧。
28. ↑  “Zoológico Municipal de Mogi Mirim”.   Sociedade Paulista de Zoológicos (SPZOO). 2012年10月3日時点のオリジナルよりアーカイブ。15 de março de 2014閲覧。
29. ↑  Luís Filipe Santos (2017年8月25日). “Presidente do Mogi Mirim cogita vender estádio para saldar dívidas”.   Estadão. 2018年8月27日閲覧。
30. ↑  “Mogi Guaçu e Mogi Mirim, cidades-irmãs cortadas pelo rio que serpenteia”.   Governo do Estado de São Paulo (17 de maio de 2013). 27 de agosto de 2018閲覧。